# Thomas Gerull
Thomas Gerull (n. 2 ianuarie 1962, Itzehoe, Republica Federală Germania, Germania) este un scrimer german, medaliat olimpic. A participat la o ediție a Jocurilor Olimpice (1988) în care a câștigat o medalie de argint.

## Participări
Lista de mai jos prezintă principalele competiții la care a participat Thomas Gerull de-a lungul carierei.
- Scrimă la Jocurile Olimpice de vară din 1988 – Spadă, proba pe echipe (masculin)[*]